# Haroldo Conti
Haroldo Pedro Conti (Chacabuco, 25 de mayo de 1925-secuestrado y desaparecido en Buenos Aires el 5 de mayo de 1976) fue un escritor, periodista y docente argentino, considerado uno de los escritores más destacados de la generación del sesenta junto con Rodolfo Walsh, Antonio Di Benedetto, Héctor Tizón y Juan José Saer. En 1975 fue galardonado con el Premio Casa de las Américas por su novela Mascaró, el cazador americano.

## Biografía
Haroldo Pedro Conti nació el 25 de mayo de 1925 en Chacabuco, ciudad de la provincia de Buenos Aires ubicada a doscientos kilómetros de la capital argentina. Su madre fue Petronila Lombardi y su padre Pedro Conti, tendero ambulante y fundador de la unidad básica del Partido Peronista de Chacabuco.
En 1938, Conti ingresó al colegio religioso Don Bosco de la ciudad de Ramos Mejía, donde integró un grupo de teatro vocacional y empezó su vocación literaria. Sobre esto último, dijo:

—¿Cómo Haroldo Conti vino a resultar un escritor?

—La cosa empezó de esta manera. Yo era alumno de una escuela de pupilos. En aquel tiempo no había cine, y reemplazábamos esa diversión dominical con unas funciones de títeres. Yo me ocupaba de escribir los libretos que, como en todas las seriales, se acababan en el momento de mayor suspenso y se continuaban en el próximo domingo. Así nació en mí una parte de esa vocación por la literatura.
La otra parte se la debo a mi padre. Él siempre fue un gran cuentero y lo es todavía. Mi padre era un viajante, un tendero ambulante y yo salía a recorrer el campo con él; se encontraba con la gente y antes de venderle nada se ponía a charlar y contar cosas. Así recibí ese hábito de contar oralmente.

Apenas un año después, comenzó a trabajar como maestro en la localidad de General Pirán, otro pueblo de la provincia, e ingresó en el Seminario Metropolitano Conciliar de Villa Devoto, que abandonó en 1947 para iniciar sus estudios de Filosofía en la Universidad de Buenos Aires. En 1948, en uno de sus vuelos como piloto civil, sobrevoló por primera vez el Delta del Paraná, un paisaje del que ya no se alejaría. Después de trabajar como asistente de dirección de la película La bestia debe morir, concluyó sus estudios de Filosofía en 1954, y al año siguiente se casó con Dora Magdalena Campos, con quien tuvo a sus hijos Alejandra y Marcelo. 
Desde 1956 hasta 1967 es profesor en el Colegio Nacional Mariano Moreno. A partir de 1960 comenzó a pasar temporadas en su casa en el Delta del Tigre, a orillas del arroyo Gambado, hoy convertida en casa museo, al mismo tiempo que empezó a escribir su primera novela, Sudeste, en la que recrea el mundo y los habitantes del Delta. Para entonces, ya había recibido sus dos primeras distinciones, el premio Olat por su pieza teatral El examinado y un premio de la revista Life por su relato «La causa».
Sudeste se publicó en 1962, resultando ganadora del concurso de la Editorial Fabril, misma que la publicó, y convirtió a Conti en un referente de la llamada Generación de Contorno. 
En 1965 permaneció algunos meses en Uruguay, tras naufragar en sus costas durante uno de sus viajes por la costa brasilera, durante los cuales hizo amistad con algunos pescadores del puerto de La Paloma. Un año después publicó su segunda novela, Alrededor de la jaula, con la que obtuvo su primer galardón internacional, el premio de la Universidad Veracruzana. Poco después comenzó a trabajar como profesor de Latín del Liceo n.° 7 de la Ciudad de Buenos Aires, donde permaneció hasta su secuestro, a la vez que publicó su libro de cuentos Con otra gente.
En 1971 viajó por primera vez a Cuba como jurado del Premio Casa de las Américas. Este viaje influirá en su visión política:

Cuba es una especie de colina de América desde donde se divisa todo el continente. Desde La Habana tomé conciencia de América Latina.

Este compromiso político se manifestó en su acercamiento al PRT, del que se hizo militante. 
Ese mismo año apareció su novela En vida, que obtuvo el premio Barral, otorgado por un jurado integrado entre otros por Gabriel García Márquez y Mario Vargas Llosa, y el 29 de abril tuvo una tercera hija, María José, fruto de una breve relación con una de sus estudiantes, Gloria Ana Ibañez.[cita requerida]
En 1973, ya separado de su esposa, comenzó una relación con Marta Scavac, una exalumna del Liceo, con la que tuvo a su hijo Ernesto, y colaboró en la revista Crisis. Llegó a tener la posibilidad de concursar por la Beca Guggenheim, pero la rechazó en una carta en la que alegaba motivos de coherencia ideológica:

Con el respeto que ustedes merecen por el sólo hecho de haber obrado con lo que se supone es un gesto de buena voluntad, deseo dejar en claro que mis convicciones ideológicas me impiden postularme para un beneficio que, con o sin intención expresa, resulta cuanto más no sea por fatalidad del sistema, una de las formas más sutiles de penetración cultural del imperialismo norteamericano en América Latina. No es sólo ni principalmente la cuestión de la beca Guggenheim en sí misma, sino de la política de colonización cultural de la que forma parte, en la que el imperialismo norteamericano no escatima en esfuerzos de organizaciones estatales, paraestatales y privadas.

Después de participar una segunda vez como jurado del Premio Casa de las Américas, fue ganador del mismo en 1975 con la novela Mascaró, el cazador americano, otorgado ex aequo junto con La canción de nosotros de Eduardo Galeano. El mismo año apareció otro volumen de cuentos, La balada del álamo carolina.
Para ese entonces la situación política de Argentina era mucho más violenta e inestable. Finalmente, el 24 de marzo de 1976 una Junta Militar integrada por los comandantes en jefe de las tres Fuerzas Armadas derrocó a Isabel Perón e instauró una dictadura cívico-militar que emprendió un plan sistemático de secuestro, tortura y desaparición de personas. A pesar de que se sabía vigilado, Conti prefirió quedarse en el país. Poco antes de su secuestro, colocó un cartel frente a su escritorio con una frase en latín, que resumía su posición: Hic meus locus pugnare est hinc non me removebunt («Este es mi lugar de combate, y de aquí no me moveré»). 
El 4 de mayo de 1976, Conti y su pareja dejaron a sus hijos al cuidado de un amigo en su casa de la calle Fitz Roy 1205 y salieron a cenar y después al cine, regresando poco después de medianoche. Al llegar, se encontraron con que una brigada del Batallón 601 de Inteligencia del Ejército los estaba esperando. Según testimonio de su viuda, fueron golpeados e interrogados durante varias horas, el lugar fue saqueado y destruido, y le permitieron despedirse de Conti antes de llevárselo.

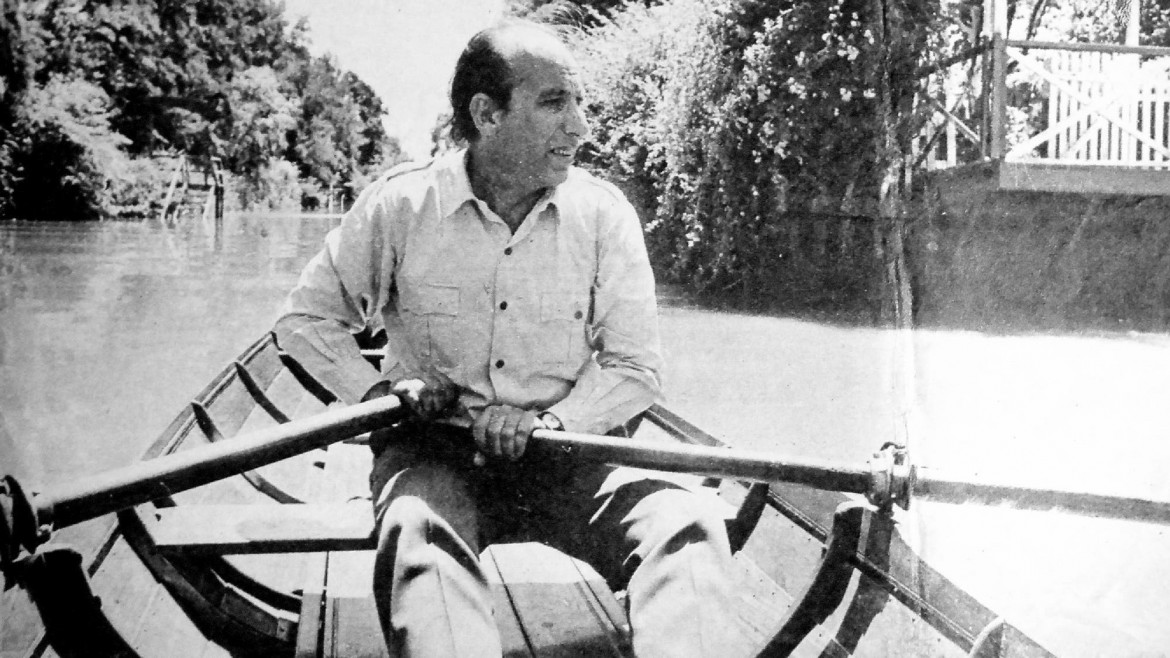
Conti en 1960.

Dos semanas después de su secuestro, el dictador Jorge Rafael Videla organizó un almuerzo con destacadas personalidades de la cultura: Jorge Luis Borges, Ernesto Sabato, Horacio Ratti, presidente de la SADE, y Leonardo Castellani. El padre Castellani, que conocía a Conti de su época en el seminario, intercedió por él, mientras que Ratti entregó una lista con otros once nombres de escritores desaparecidos. Videla le aseguró a Castellani que haría lo posible para averiguar su paradero, a pesar de lo cual no hubo ninguna información oficial, si bien el sacerdote pudo ver una vez más a Conti en la cárcel de Villa Devoto en julio de ese año. Testimonios ulteriores de sobrevivientes indicaron que en algún momento pasó por el centro de detención El Vesubio.
Finalmente, en 1980, Videla confirmó ante algunos periodistas españoles, sin precisar el lugar y las circunstancias, que Conti estaba muerto.  Dado que sus restos siguen sin hallarse, su nombre continúa integrando la lista de desaparecidos por la dictadura.

## Homenajes
En sus cuentos menciona frecuentemente lugares de su ciudad natal, Chacabuco, y a su vez, describe con mucha exactitud personajes reales reconocidos en la ciudad, como a Bimbo Marsiletti, y a su tío Agustín Conti a quien le dedicó "Las doce a Bragado", cuento que aún hoy tiene mucha repercusión en Chacabuco.
Cada año se conmemora el 5 de mayo como el Día del Escritor Bonaerense en honor a su memoria.
En el Museo de la Memoria que se encuentra en el predio de la ex Escuela de Mecánica de la Armada, inaugurado en 2008, hay un centro cultural que lleva su nombre.
En 2014 el Liceo n.º 7 del barrio de Balvanera donde se desempeñó como profesor rectificó su legajo, cambiando el motivo del retiro de su puesto de «abandono del cargo» a «desaparición forzada». El acto contó con la presencia de los hijos del escritor.
Al cumplirse cuarenta y un años de su desaparición, la Comisión de Barrios por Memoria y Justicia colocó una baldosa en homenaje al escritor en la vereda de la casa en donde fue secuestrado.

### Casa Museo
En 2009 el Municipio de Tigre transformó su casa del Delta en la "Casa Museo Haroldo Conti", un espacio para explorar la vida del escritor. Allí pueden verse objetos cotidianos como libros, instrumentos de navegación, cuadros y otras reliquias del novelista, gracias a los amigos y vecinos que cuidaron la vivienda y sus pertenencias durante años.

## Obra

### Novelas
- 1962: Sudeste
- 1966: Alrededor de la jaula
- 1971: En vida
- 1975: Mascaró, el cazador americano

### Cuentos
- 1964: Todos los veranos
- 1967: Con otra gente
- 1975: La balada del álamo carolina
- 1994: Cuentos completos

## Premios
- 1956: Premio de Olat
- 1962: Premio Fabril Editores por Sudeste
- 1964: Premio Municipal de Buenos Aires por Todos los veranos
- 1966: Premio Universidad de Veracruz por Alrededor de la jaula
- 1971: Premio Barral por En vida
- 1975: Premio Casa de las Américas por Mascaró, el cazador americano